# Ulrich Hildebrandt (Mediziner)

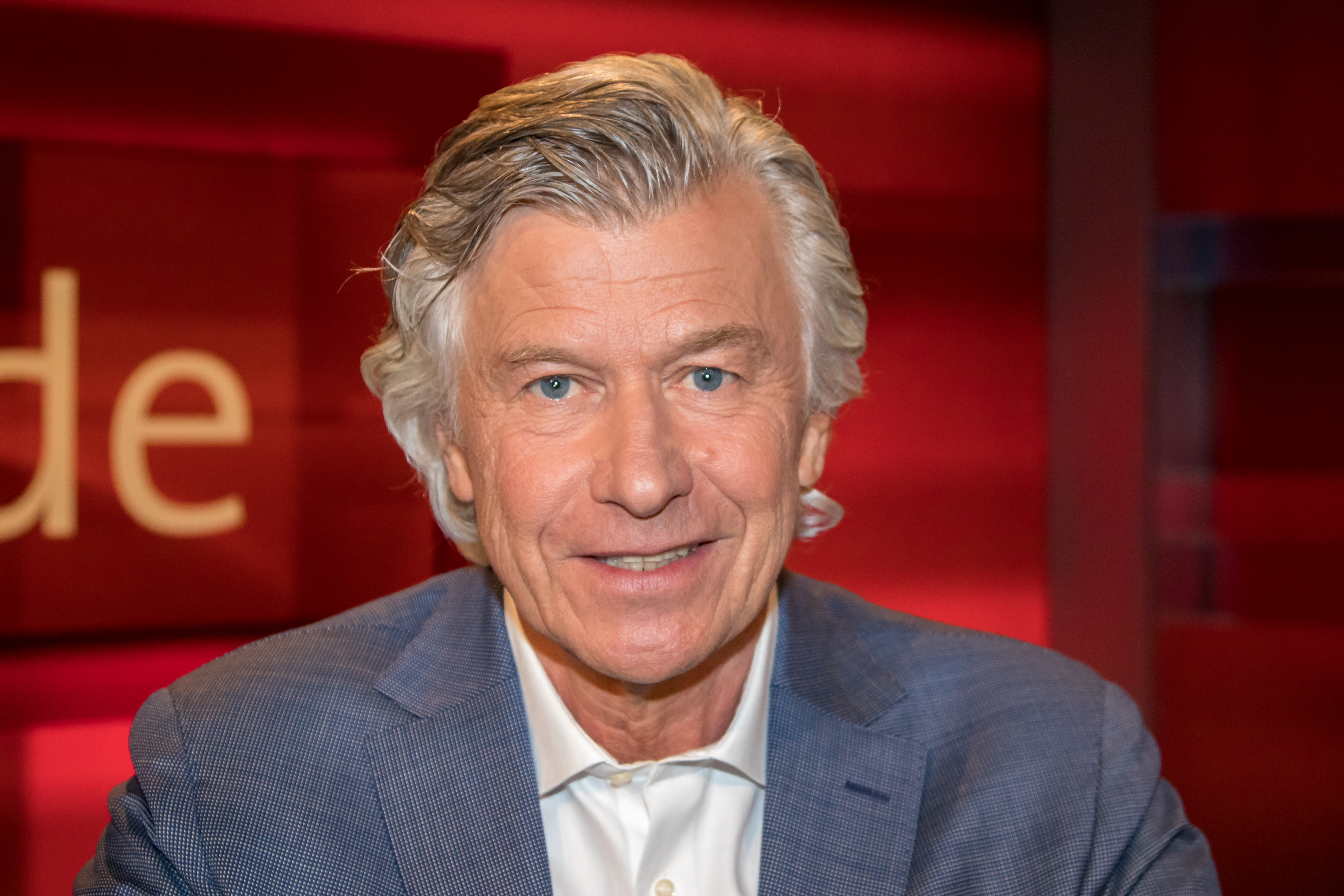
Ulrich Hildebrandt (2017)

Ulrich Hildebrandt (* 15. Juni 1949 in Bautzen) ist ein deutscher Chirurg mit den Schwerpunkten Viszeral- und Magen-Darm-Chirurgie.

## Leben
Hildebrandt studierte an der Christian-Albrechts-Universität zu Kiel und der Ludwig-Maximilians-Universität München Medizin. Er wurde Mitglied des Corps Palaiomarchia-Masovia in Kiel (1970) und des Corps Isaria in München (1975). 1977 wurde er von der Technischen Universität München zum Dr. med. promoviert. Er durchlief die chirurgische Ausbildung bei Gernot Feifel, mit dem er 1982 vom Klinikum der Universität München zum Universitätsklinikum des Saarlandes wechselte. 1990 erfolgte die Habilitation, 1997 die Ernennung zum apl Professor für Chirurgie. Ein wissenschaftlicher Schwerpunkt war die endosonographische Stadieneinteilung maligner Enddarmtumoren. Dazu erschienen richtungsweisende internationale Publikationen. 1985 wurden Hildebrandt und Feifel für ihre Arbeit von der ´New York Society of Colon and Rectal Surgeons‘ ausgezeichnet. Ein späterer wissenschaftlicher Schwerpunkt war die laparoskopische, minimal-invasive Chirurgie des Dünn- und Dickdarms, insbesondere bei M. Crohn. In Zusammenarbeit mit dem Institut für Experimentelle Chirurgie fanden von 1992 bis 1995 regelmäßig laparoskopische Operationskurse für Chirurgen statt. In die Zeit an den Universitätskliniken München und Homburg/Saar fielen 264 wissenschaftliche Vorträge im Inn- und Ausland und 191 Publikationen. Von 2001 bis 2009 war Hildebrandt Chefarzt der Städtischen Kliniken und des Rhön-Klinikum Salzgitter, von 2009 bis 2013 Chefarzt am KMG Klinikum Mitte, Pritzwalk.
Seit 2016 engagiert sich Hildebrandt dafür, durch mediale Auftritte wie etwa dem Nachtcafé, Hart aber Fair oder dem SWR vor den Gefahren bei der Ökonomisierung des Gesundheitssystems zu warnen.
Mit seinem Buch Die Krankenhausverdiener erzielte er einen Bestseller mit bundesweiter Medienresonanz. Die Chirurgische Allgemeine veröffentlichte die Rezensionen eines Münchner Chirurgen und eines Dortmunder Klinikgeschäftsführers.
Im Oktober 2019 veröffentlichte er sein zweites Buch Der Gesundheitsminister, in dem er die Strukturen des deutschen Gesundheitssystems erklärt und Lösungsansätze vorschlägt. Im September 2021 folgte das Buch Aus Corona lernen. Was wir besser machen können in Gesellschaft, Politik, Gesundheitswesen. Unter anderem plädiert der Autor darin für eine Digitalisierung der medizinischen Entscheidung und erklärt dabei die aus seiner Sicht notwendigen Veränderungen.

## Publikationen (Auswahl)
- Habilitation: Die programmierte gastrointestinale Motilität
- mit G. Feifel: Preoperative staging of rectal cancer by intrarectal ultrasound. In: Dis Colon Rectum, 1985, 28, S. 42–46; doi:10.1007/BF02553906.
- mit G. Feifel und G. Dhom: Die endorektale Sonographie beim Rectumcarcinom. In: Chirurg, 1985, 56, S. 398–402; PMID 3896694.
- mit B. Kramann: Computed tomography versus endosonography in the staging of rectal carcinoma: a comparative study. In: Int J Colorect Dis, 1986, 1, S. 216–218; PMID 3298492.
- mit T. Klein, G. Feifel, H.P. Schwarz, B. Koch, R.M. Schmitt: Endosonography of pararectal lymphnodes. In vitro and in vivo evaluation. In: Dis Colon Rectum, 1990, 33, S. 863–868; PMID 2209276.
- mit K. Kessler, G. Pistorius, W. Lindemann, K.W. Ecker, G. Feifel, M.D. Menger: Granulocyte elastase and systemic cytokine response after laparoscopic-assisted and open resections in Crohn’s disease. In: Dis Colon Rectum, 1999, 42, S. 1480–1486; PMID 10566539.

Bücher
- Feifel, Hildebrandt, Mortensen: Endosonography in Gastroenterology, Gynecology and Urology. Springer Verlag, 1990, ISBN 3-540-50503-2.
- Beynon, Feifel, Hildebrandt, Mortensen: An Atlas of Rectal Endosonography. Springer Verlag, 1991, ISBN 3-540-19690-0.
- Olinger, Hildebrandt: Endoskopische Wirbelsäulenchirurgie – thorakal, transperitoneal, retroperitoneal. Springer, Heidelberg / Berlin 2000, ISBN 3-540-66477-7.
- Hildebrandt: Die Krankenhausverdiener. Schwarzkopf & Schwarzkopf, Berlin 2016, ISBN 978-3-86265-541-0.
- Hildebrandt: Der Gesundheitsminister. amazon, 2019, ISBN 979-8-5839-2618-3.
- Hildebrandt: Aus Corona lernen. Was wir besser machen können in Gesellschaft, Politik, Gesundheitswesen. Springer Nature, 2021, ISBN 978-3-662-63555-1.